# アルミニウム青銅

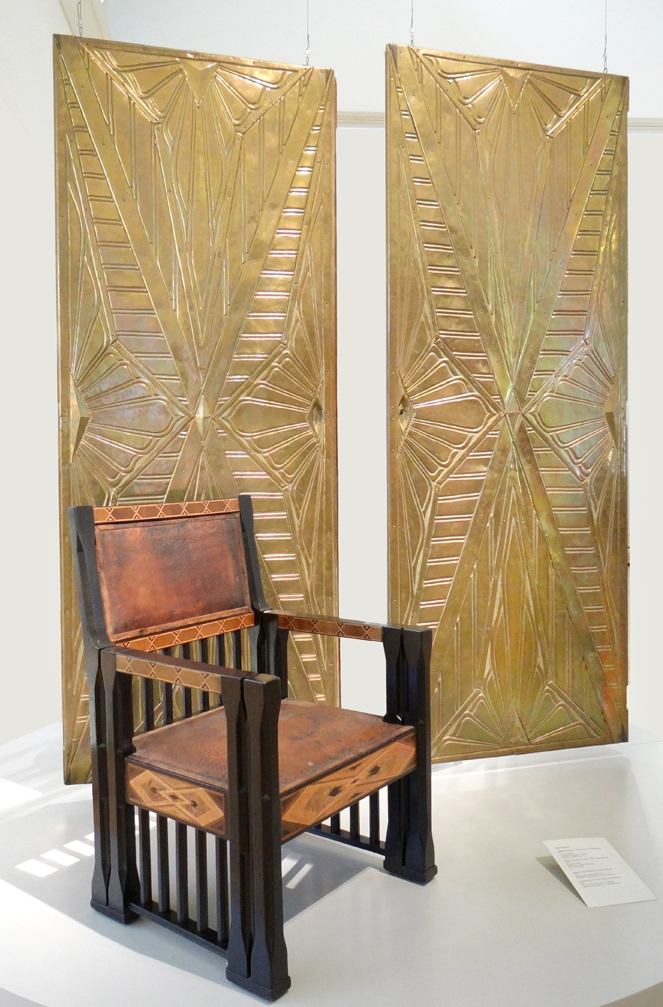
アルミニウム青銅製の装飾板

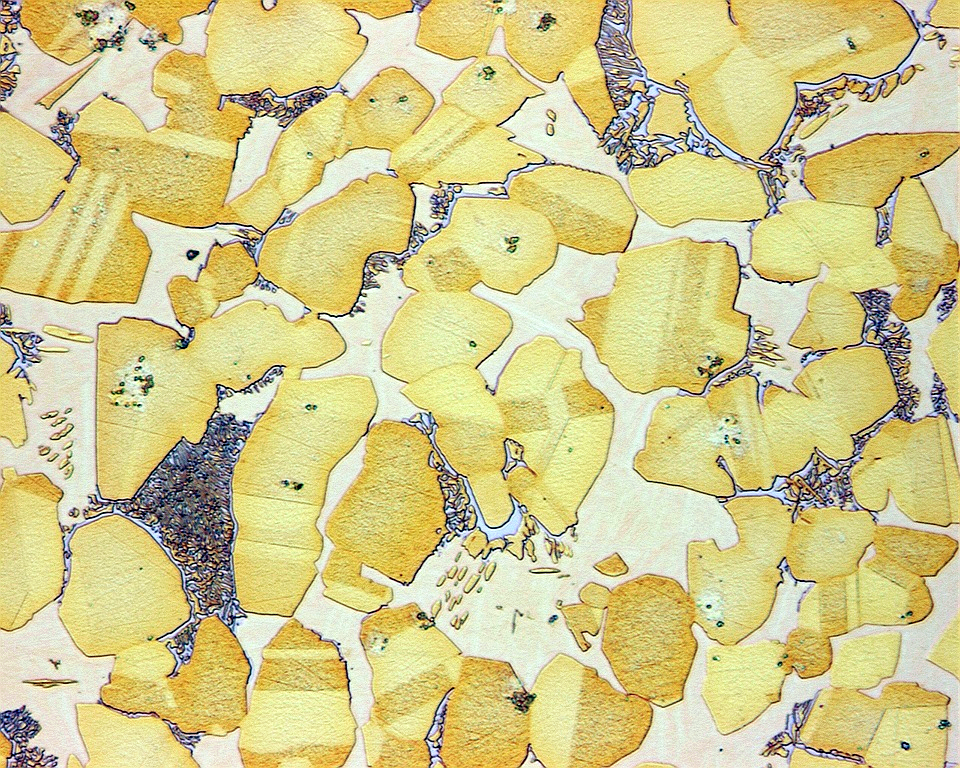
500倍拡大で撮影したアルミニウム青銅（アルミニウム混合率20%）

アルミニウム青銅（アルミニウムせいどう：Al-Bronze／Al-Ni-Bronze）は、アルミニウムと銅の合金。アルミ金や、偽金（ぎきん）、もしくはアルミ銅とも呼ばれる。
「青銅」の本来の意味は錫と銅の合金であり、錫を含まないこの合金を「青銅」（Bronze）と呼ぶのは厳密には誤りであるが、これは銅と錫の合金というより銅合金全般の意味合いから「青銅」を用いたものであり、同様に「青銅」の語を名称に付けた合金にはマンガン青銅などがある。

## 概要
銅80～90%に、アルミニウム、鉄、ニッケル、マンガンを加えたもので、光沢のある黄金色をしている。引張り強さ、硬さが普通の青銅より大きく、軽量で腐食に強い。
外見は真鍮（黄銅）にも似ているが、真鍮はハンダ付けをしやすいのに対し、アルミニウム青銅はハンダ付けができないという大きな違いがある。

## 用途
前述のように腐食や摩耗に強いため、化学工業用部品、船舶部品、機械部品などの用途で使用される。船のスクリューにされたり、色が似ていることから金の代用品として装飾品などに用いられる。4ストローク機関のバルブガイドにもよく用いられている。
貨幣の素材として用いられたこともあり、戦前の日本では臨時補助貨幣として発行された10銭・5銭のアルミニウム青銅貨が流通していた。

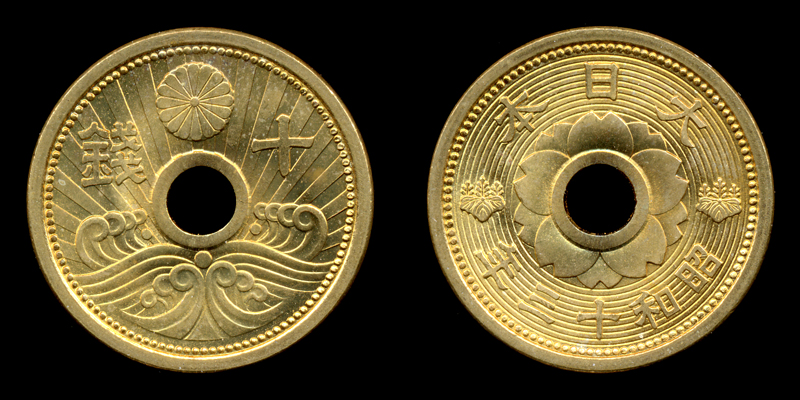
10銭
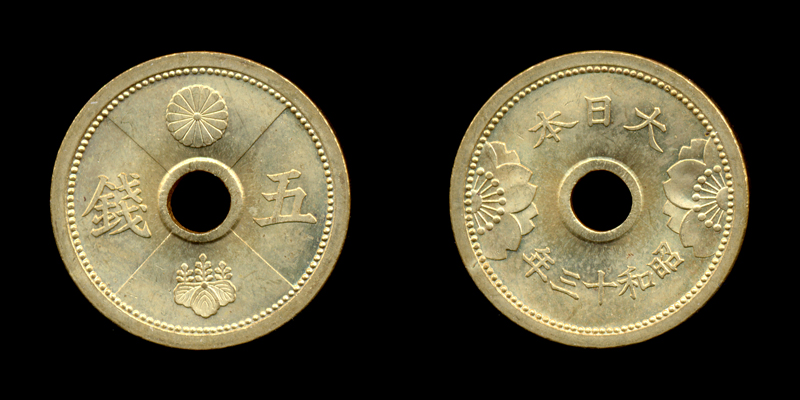
5銭
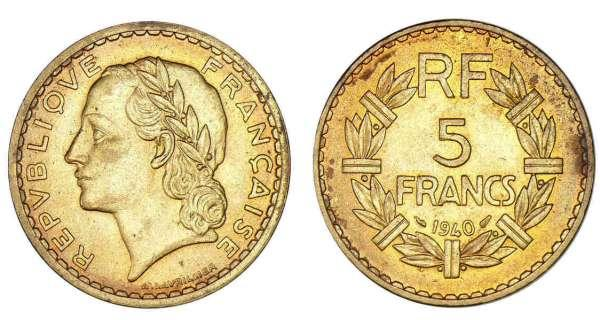
5フラン
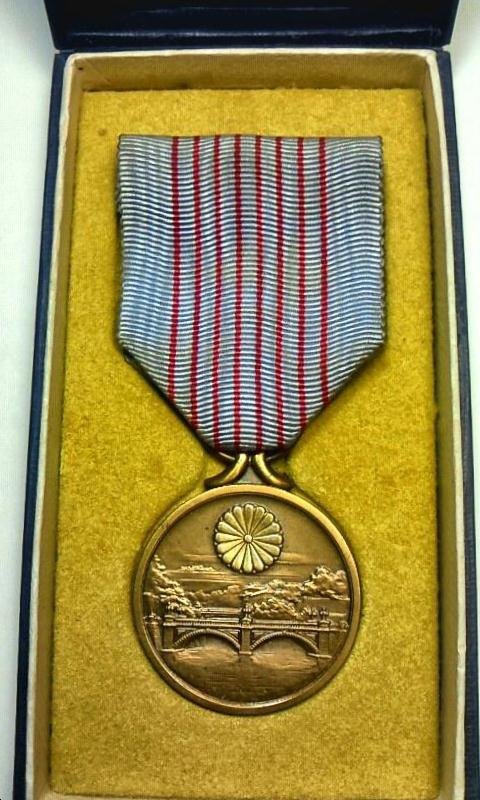
紀元二千六百年祝典記念章

JISでは銅合金として扱われ、材料記号は頭文字Cで始まる4桁記号で表される。下記に例を示す。 
- C6140 銅の比率が最も高い。
- C6161 あまり強度は高くない、耐熱性に優れ、腐食性雰囲気中でも使用される。
- C6191 耐摩耗性、耐食性に優れる。
- C6241 C6191よりさらに高い強度を持ち、耐摩耗性に優れる。
- C6280 耐海水性、耐摩耗性に優れる。船舶部品などに使用される。
- C6301 耐食性、強度に優れる。